# Formula–1 amerikai nagydíj
A Formula–1 amerikai nagydíjat 1959-ben rendezték meg először. 1959-ben Sebring, 1960-ban Riverside, 1961-től 1975-ig Watkins Glen, 1984-ben Dallas 1985-től 1988-ig Detroit, 1989-től 1991-ig Phoenix, 2000-től 2007-ig pedig Indianapolis tartotta a versenyt. 2012-ben ismét volt Amerikai Nagydíj, az austini pályán.
A legnagyobb baleset 1973-ban történt Watkins Glenben: François Cevert az időmérőn balesetet szenvedett és elhunyt. Jackie Stewart csapattársa balesete miatt bejelentette visszavonulását. Ez lett volna a 100. világbajnoki versenye.

## Az amerikai nagydíj története

### 1950–1960

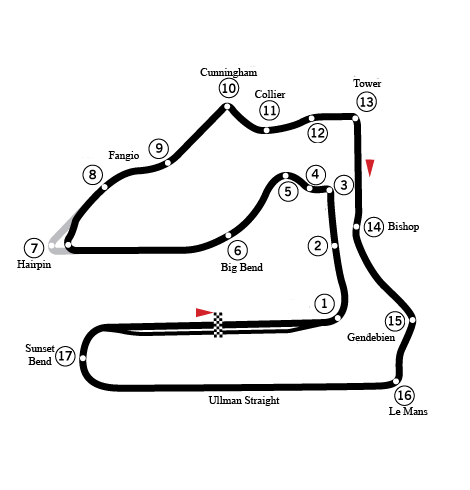
Sebring

Riverside

Az indianapolisi 500 mérföldes verseny 1950 és 1960 között beleszámított a Formula–1 világbajnoki sorozatába. Az F1-es versenyzők azonban ritkán mentek át Amerikába, és az amerikai versenyzők sem jöttek át Európába.
1959-ben először került megrendezésre az amerikai nagydíj. A verseny helyszíne Sebring volt. A versenyt végül Bruce McLaren nyerte a Cooperral.
1960-ban Riversideba költözött a verseny, azonban itt is csak ez az egy Grand Prix került megrendezésre.

### 1961–1975

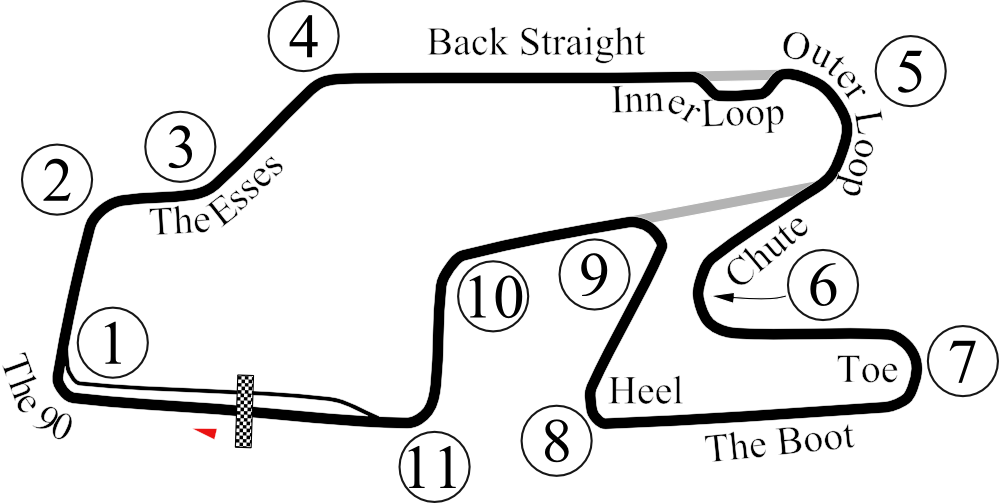
Watkins Glen

1961-től 1975-ig Watkins Glenben került megrendezésre a verseny. 1973-ban itt történt az egyik halálos baleset a Formula–1-ben François Ceverttel.

### 1976–1983
1976 és 1983 között Kelet-amerikai, Nyugat-Amerikai és Las Vegas-i nagydíj volt.

#### nyugat-amerikai nagydíj
A nyugat-amerikai nagydíjat 1976 és 1983 között rendezték meg Long Beach-en.

#### kelet-amerikai nagydíj

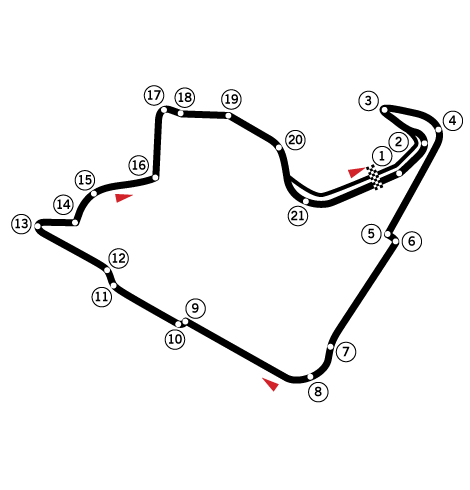
Csak egyszer tartottak Dallasban versenyt.

A kelet-amerikai nagydíjat 1976 és 1980 között Watkins Glenben, 1982 és 1984 között pedig Detroitban rendezték meg. Bizonyos források előbbieket amerikai nagydíjként, utóbbiakat detroiti nagydíjként jegyzik.

#### Las Vegas-i nagydíj
A Las Vegas-i nagydíjat 1981-ben és 1982-ben rendezték meg a Caesars Palaceon.

### 1984
1984-ben amerikai nagydíj volt Dallasban és kelet-amerikai nagydíj Detroitban.

### 1985–1991

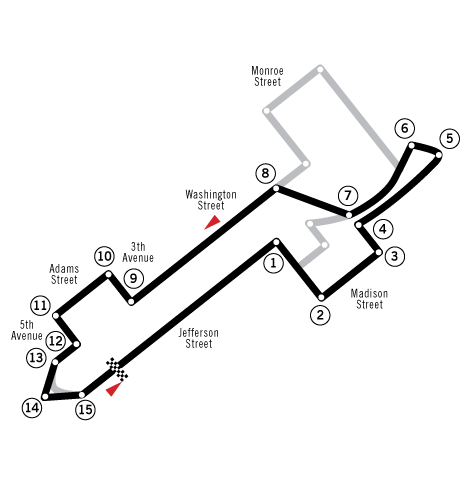
Phoenix street circuit

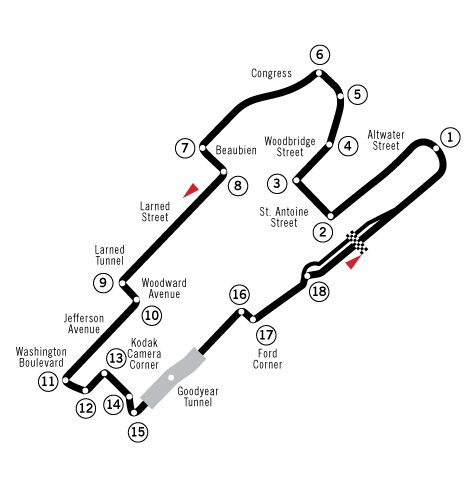
Detroit street circuit

1985 és 1988 között Detroitban, 1989 és 1991 között pedig Phoenixben volt a verseny. Ezt az időszakot a nagydíj történetében Ayrton Senna uralta, csupán az 1985-ös és az 1989-es versenyt nem ő nyerte meg.

### 2000–2007
2000 és 2007 között Indianapolisban volt a verseny. Michael Schumacher nyert legtöbbször, 2000-ben és 2003-2006-ig is ő nyert. Barrichello, Häkkinen és Hamilton is  1-1 alkalommal győzött.

### 2007–2011
Nem rendeztek

### 2012-től
Az amerikai nagydíjat 2012-től Texas állam Austin városában rendezik.

### Helyszínek
| Év   | Amerikai nagydíj                 | Kelet-amerikai nagydíj | Nyugat-amerikai nagydíj | Las Vegas-i nagydíj | Detroiti nagydíj | Dallasi nagydíj |
| ---- | -------------------------------- | ---------------------- | ----------------------- | ------------------- | ---------------- | --------------- |
| 1959 | Sebring                          | nem rendeztek          | nem rendeztek           | nem rendeztek       | nem rendeztek    | nem rendeztek   |
| 1960 | Riverside                        | nem rendeztek          | nem rendeztek           | nem rendeztek       | nem rendeztek    | nem rendeztek   |
| 1961 | Watkins Glen                     | nem rendeztek          | nem rendeztek           | nem rendeztek       | nem rendeztek    | nem rendeztek   |
| 1962 | Watkins Glen                     | nem rendeztek          | nem rendeztek           | nem rendeztek       | nem rendeztek    | nem rendeztek   |
| 1963 | Watkins Glen                     | nem rendeztek          | nem rendeztek           | nem rendeztek       | nem rendeztek    | nem rendeztek   |
| 1964 | Watkins Glen                     | nem rendeztek          | nem rendeztek           | nem rendeztek       | nem rendeztek    | nem rendeztek   |
| 1965 | Watkins Glen                     | nem rendeztek          | nem rendeztek           | nem rendeztek       | nem rendeztek    | nem rendeztek   |
| 1966 | Watkins Glen                     | nem rendeztek          | nem rendeztek           | nem rendeztek       | nem rendeztek    | nem rendeztek   |
| 1967 | Watkins Glen                     | nem rendeztek          | nem rendeztek           | nem rendeztek       | nem rendeztek    | nem rendeztek   |
| 1968 | Watkins Glen                     | nem rendeztek          | nem rendeztek           | nem rendeztek       | nem rendeztek    | nem rendeztek   |
| 1969 | Watkins Glen                     | nem rendeztek          | nem rendeztek           | nem rendeztek       | nem rendeztek    | nem rendeztek   |
| 1970 | Watkins Glen                     | nem rendeztek          | nem rendeztek           | nem rendeztek       | nem rendeztek    | nem rendeztek   |
| 1971 | Watkins Glen                     | nem rendeztek          | nem rendeztek           | nem rendeztek       | nem rendeztek    | nem rendeztek   |
| 1972 | Watkins Glen                     | nem rendeztek          | nem rendeztek           | nem rendeztek       | nem rendeztek    | nem rendeztek   |
| 1973 | Watkins Glen                     | nem rendeztek          | nem rendeztek           | nem rendeztek       | nem rendeztek    | nem rendeztek   |
| 1974 | Watkins Glen                     | nem rendeztek          | nem rendeztek           | nem rendeztek       | nem rendeztek    | nem rendeztek   |
| 1975 | Watkins Glen                     | nem rendeztek          | nem rendeztek           | nem rendeztek       | nem rendeztek    | nem rendeztek   |
| 1976 | nem rendeztek                    | Watkins Glen           | Long Beach              | nem rendeztek       | nem rendeztek    | nem rendeztek   |
| 1977 | nem rendeztek                    | Watkins Glen           | Long Beach              | nem rendeztek       | nem rendeztek    | nem rendeztek   |
| 1978 | nem rendeztek                    | Watkins Glen           | Long Beach              | nem rendeztek       | nem rendeztek    | nem rendeztek   |
| 1979 | nem rendeztek                    | Watkins Glen           | Long Beach              | nem rendeztek       | nem rendeztek    | nem rendeztek   |
| 1980 | nem rendeztek                    | Watkins Glen           | Long Beach              | nem rendeztek       | nem rendeztek    | nem rendeztek   |
| 1981 | nem rendeztek                    | nem rendeztek          | Long Beach              | Caesars Palace      | nem rendeztek    | nem rendeztek   |
| 1982 | nem rendeztek                    | nem rendeztek          | Long Beach              | Caesars Palace      | Detroit          | nem rendeztek   |
| 1983 | nem rendeztek                    | nem rendeztek          | Long Beach              | nem rendeztek       | Detroit          | nem rendeztek   |
| 1984 | nem rendeztek                    | nem rendeztek          | nem rendeztek           | nem rendeztek       | Detroit          | Dallas          |
| 1985 | nem rendeztek                    | nem rendeztek          | nem rendeztek           | nem rendeztek       | Detroit          | nem rendeztek   |
| 1986 | nem rendeztek                    | nem rendeztek          | nem rendeztek           | nem rendeztek       | Detroit          | nem rendeztek   |
| 1987 | nem rendeztek                    | nem rendeztek          | nem rendeztek           | nem rendeztek       | Detroit          | nem rendeztek   |
| 1988 | nem rendeztek                    | nem rendeztek          | nem rendeztek           | nem rendeztek       | Detroit          | nem rendeztek   |
| 1989 | Phoenix                          | nem rendeztek          | nem rendeztek           | nem rendeztek       | nem rendeztek    | nem rendeztek   |
| 1990 | Phoenix                          | nem rendeztek          | nem rendeztek           | nem rendeztek       | nem rendeztek    | nem rendeztek   |
| 1991 | Phoenix                          | nem rendeztek          | nem rendeztek           | nem rendeztek       | nem rendeztek    | nem rendeztek   |
| 1992 | nem rendeztek                    | nem rendeztek          | nem rendeztek           | nem rendeztek       | nem rendeztek    | nem rendeztek   |
| 1993 | nem rendeztek                    | nem rendeztek          | nem rendeztek           | nem rendeztek       | nem rendeztek    | nem rendeztek   |
| 1994 | nem rendeztek                    | nem rendeztek          | nem rendeztek           | nem rendeztek       | nem rendeztek    | nem rendeztek   |
| 1995 | nem rendeztek                    | nem rendeztek          | nem rendeztek           | nem rendeztek       | nem rendeztek    | nem rendeztek   |
| 1996 | nem rendeztek                    | nem rendeztek          | nem rendeztek           | nem rendeztek       | nem rendeztek    | nem rendeztek   |
| 1997 | nem rendeztek                    | nem rendeztek          | nem rendeztek           | nem rendeztek       | nem rendeztek    | nem rendeztek   |
| 1998 | nem rendeztek                    | nem rendeztek          | nem rendeztek           | nem rendeztek       | nem rendeztek    | nem rendeztek   |
| 1999 | nem rendeztek                    | nem rendeztek          | nem rendeztek           | nem rendeztek       | nem rendeztek    | nem rendeztek   |
| 2000 | Indianapolis                     | nem rendeztek          | nem rendeztek           | nem rendeztek       | nem rendeztek    | nem rendeztek   |
| 2001 | Indianapolis                     | nem rendeztek          | nem rendeztek           | nem rendeztek       | nem rendeztek    | nem rendeztek   |
| 2002 | Indianapolis                     | nem rendeztek          | nem rendeztek           | nem rendeztek       | nem rendeztek    | nem rendeztek   |
| 2003 | Indianapolis                     | nem rendeztek          | nem rendeztek           | nem rendeztek       | nem rendeztek    | nem rendeztek   |
| 2004 | Indianapolis                     | nem rendeztek          | nem rendeztek           | nem rendeztek       | nem rendeztek    | nem rendeztek   |
| 2005 | Indianapolis                     | nem rendeztek          | nem rendeztek           | nem rendeztek       | nem rendeztek    | nem rendeztek   |
| 2006 | Indianapolis                     | nem rendeztek          | nem rendeztek           | nem rendeztek       | nem rendeztek    | nem rendeztek   |
| 2007 | Indianapolis                     | nem rendeztek          | nem rendeztek           | nem rendeztek       | nem rendeztek    | nem rendeztek   |
| 2008 | nem rendeztek                    | nem rendeztek          | nem rendeztek           | nem rendeztek       | nem rendeztek    | nem rendeztek   |
| 2009 | nem rendeztek                    | nem rendeztek          | nem rendeztek           | nem rendeztek       | nem rendeztek    | nem rendeztek   |
| 2010 | nem rendeztek                    | nem rendeztek          | nem rendeztek           | nem rendeztek       | nem rendeztek    | nem rendeztek   |
| 2011 | nem rendeztek                    | nem rendeztek          | nem rendeztek           | nem rendeztek       | nem rendeztek    | nem rendeztek   |
| 2012 | Circuit of the Americas          | nem rendeztek          | nem rendeztek           | nem rendeztek       | nem rendeztek    | nem rendeztek   |
| 2013 | Circuit of the Americas          | nem rendeztek          | nem rendeztek           | nem rendeztek       | nem rendeztek    | nem rendeztek   |
| 2014 | Circuit of the Americas          | nem rendeztek          | nem rendeztek           | nem rendeztek       | nem rendeztek    | nem rendeztek   |
| 2015 | Circuit of the Americas          | nem rendeztek          | nem rendeztek           | nem rendeztek       | nem rendeztek    | nem rendeztek   |
| 2016 | Circuit of the Americas          | nem rendeztek          | nem rendeztek           | nem rendeztek       | nem rendeztek    | nem rendeztek   |
| 2017 | Circuit of the Americas          | nem rendeztek          | nem rendeztek           | nem rendeztek       | nem rendeztek    | nem rendeztek   |
| 2018 | Circuit of the Americas          | nem rendeztek          | nem rendeztek           | nem rendeztek       | nem rendeztek    | nem rendeztek   |
| 2019 | Circuit of the Americas          | nem rendeztek          | nem rendeztek           | nem rendeztek       | nem rendeztek    | nem rendeztek   |
| 2020 | Törölve a Covid19-pandémia miatt | nem rendeztek          | nem rendeztek           | nem rendeztek       | nem rendeztek    | nem rendeztek   |
| 2021 | Circuit of the Americas          | nem rendeztek          | nem rendeztek           | nem rendeztek       | nem rendeztek    | nem rendeztek   |
| 2022 | Circuit of the Americas          | nem rendeztek          | nem rendeztek           | nem rendeztek       | nem rendeztek    | nem rendeztek   |

### Győztesei
| Év        | Versenyző                        | Konstruktőr                      | Pálya                            | Riport                           |
| --------- | -------------------------------- | -------------------------------- | -------------------------------- | -------------------------------- |
| 2024      | Charles Leclerc                  | Ferrari                          | Circuit of the Americas          | Riport                           |
| 2023      | Max Verstappen                   | Red Bull-RBPT                    | Circuit of the Americas          | Riport                           |
| 2022      | Max Verstappen                   | Red Bull-RBPT                    | Circuit of the Americas          | Riport                           |
| 2021      | Max Verstappen                   | Red Bull-Honda                   | Circuit of the Americas          | Riport                           |
| 2020      | Törölve a Covid19-pandémia miatt | Törölve a Covid19-pandémia miatt | Törölve a Covid19-pandémia miatt | Törölve a Covid19-pandémia miatt |
| 2019      | Valtteri Bottas                  | Mercedes                         | Circuit of the Americas          | Riport                           |
| 2018      | Kimi Räikkönen                   | Ferrari                          | Circuit of the Americas          | Riport                           |
| 2017      | Lewis Hamilton                   | Mercedes                         | Circuit of the Americas          | Riport                           |
| 2016      | Lewis Hamilton                   | Mercedes                         | Circuit of the Americas          | Riport                           |
| 2015      | Lewis Hamilton                   | Mercedes                         | Circuit of the Americas          | Riport                           |
| 2014      | Lewis Hamilton                   | Mercedes                         | Circuit of the Americas          | Riport                           |
| 2013      | Sebastian Vettel                 | Red Bull-Renault                 | Circuit of the Americas          | Riport                           |
| 2012      | Lewis Hamilton                   | McLaren                          | Circuit of the Americas          | Riport                           |
| 2008–2011 | Nem rendeztek                    | Nem rendeztek                    | Nem rendeztek                    | Nem rendeztek                    |
| 2007      | Lewis Hamilton                   | McLaren                          | Indianapolis                     | Riport                           |
| 2006      | Michael Schumacher               | Ferrari                          | Indianapolis                     | Riport                           |
| 2005      | Michael Schumacher               | Ferrari                          | Indianapolis                     | Riport                           |
| 2004      | Michael Schumacher               | Ferrari                          | Indianapolis                     | Riport                           |
| 2003      | Michael Schumacher               | Ferrari                          | Indianapolis                     | Riport                           |
| 2002      | Rubens Barrichello               | Ferrari                          | Indianapolis                     | Riport                           |
| 2001      | Mika Häkkinen                    | McLaren                          | Indianapolis                     | Riport                           |
| 2000      | Michael Schumacher               | Ferrari                          | Indianapolis                     | Riport                           |
| 1992–1999 | Nem rendeztek                    | Nem rendeztek                    | Nem rendeztek                    | Nem rendeztek                    |
| 1991      | Ayrton Senna                     | McLaren                          | Phoenix street circuit           | Riport                           |
| 1990      | Ayrton Senna                     | McLaren                          | Phoenix street circuit           | Riport                           |
| 1989      | Alain Prost                      | McLaren                          | Phoenix street circuit           | Riport                           |
| 1988      | Ayrton Senna                     | McLaren                          | Detroit                          | Riport                           |
| 1987      | Ayrton Senna                     | Lotus                            | Detroit                          | Riport                           |
| 1986      | Ayrton Senna                     | Lotus                            | Detroit                          | Riport                           |
| 1985      | Keke Rosberg                     | Williams                         | Detroit                          | Riport                           |
| 1984      | Keke Rosberg                     | Williams                         | Dallas                           | Riport                           |
| 1976–1983 | Nem rendeztek                    | Nem rendeztek                    | Nem rendeztek                    | Nem rendeztek                    |
| 1975      | Niki Lauda                       | Ferrari                          | Watkins Glen                     | Riport                           |
| 1974      | Carlos Reutemann                 | Brabham                          | Watkins Glen                     | Riport                           |
| 1973      | Ronnie Peterson                  | Lotus                            | Watkins Glen                     | Riport                           |
| 1972      | Jackie Stewart                   | Tyrrell                          | Watkins Glen                     | Riport                           |
| 1971      | François Cevert                  | Tyrrell                          | Watkins Glen                     | Riport                           |
| 1970      | Emerson Fittipaldi               | Lotus                            | Watkins Glen                     | Riport                           |
| 1969      | Jochen Rindt                     | Lotus                            | Watkins Glen                     | Riport                           |
| 1968      | Jackie Stewart                   | Matra                            | Watkins Glen                     | Riport                           |
| 1967      | Jim Clark                        | Lotus                            | Watkins Glen                     | Riport                           |
| 1966      | Jim Clark                        | Lotus                            | Watkins Glen                     | Riport                           |
| 1965      | Graham Hill                      | BRM                              | Watkins Glen                     | Riport                           |
| 1964      | Graham Hill                      | BRM                              | Watkins Glen                     | Riport                           |
| 1963      | Graham Hill                      | BRM                              | Watkins Glen                     | Riport                           |
| 1962      | Jim Clark                        | Lotus                            | Watkins Glen                     | Riport                           |
| 1961      | Innes Ireland                    | Lotus                            | Watkins Glen                     | Riport                           |
| 1960      | Stirling Moss                    | Lotus                            | Riverside                        | Riport                           |
| 1959      | Bruce McLaren                    | Cooper                           | Sebring                          | Riport                           |

## Legsikeresebb versenyzők
| Győzelmek | Versenyző          | Győztes évek                       |
| --------- | ------------------ | ---------------------------------- |
| 6         | Lewis Hamilton     | 2007, 2012, 2014, 2015, 2016, 2017 |
| 5         | Ayrton Senna       | 1986, 1987, 1988, 1990, 1991       |
| 5         | Michael Schumacher | 2000, 2003, 2004, 2005, 2006       |
| 3         | Graham Hill        | 1963, 1964, 1965                   |
| 3         | Jim Clark          | 1962, 1966, 1967                   |
| 3         | Max Verstappen     | 2021, 2022, 2023                   |
| 2         | Jackie Stewart     | 1968, 1972                         |
| 2         | Keke Rosberg       | 1984, 1985                         |

## Külső hivatkozások
- StatsF1